# Lena Wallman Alster
Ulla Lena Maria Wallman Alster, född Wallman 24 juni 1957 i Grums, är en svensk skådespelare och regissör.
Wallman Alster är krönikör på P4 Värmland.

## Filmer och TV serier i urval
- 2003 – Smala Sussie (Eriks mamma)
- 2012 – Mammas pojkar (Kulturchef)
- 2017 – Ack Värmland (TV-serie)

## Pjäser i urval
- 2007 - Shirley Vallentine på Värmlandsteatern (regi)[4]